# Longicatenamycine

Longicatenamycin A (Strukturformel), ein Vertreter der Longicatenamycine

Als Longicatenamycine bezeichnet man eine Gruppe von Antibiotika (auch S-520-Antibiotika genannt). Diese sind Naturstoffe mit antibakterieller Wirkung.

## Vorkommen
Longicatenamycine werden aus der Fermentationsbrühe von Mikroorganismen gewonnen. So wurde die biotechnologische Gewinnung aus Streptomyces diastaticus beschrieben.

## Struktur
Longicatenamycine sind Cyclopeptide (Cyclohexapeptide). Die Struktur der Longicatenamycine wurde mittels Edman-Abbaureaktionen, Aminosäureanalysen und Kernresonanzspektroskopie aufgeklärt. Die Longicatenamycine sind keine regulären Peptide des Primärstoffwechsels, vielmehr entstammen sie dem bakteriellen Sekundärstoffwechsel, der auch den Einbau ungewöhnlicher, nicht-proteinogener Aminosäuren erlaubt. So finden sich in den Longicatenamycinen die nicht-ribosomalen Aminosäuren 3-Hydroxyglutaminsäure, 5-Chlortryptophan und diverse Homoleucine. 
Longicatenamycine unterscheiden sich an den Aminosäurepositionen 4 (Homoleucin), 5 (D-Valin bzw. D-Isoleucin) und 6 (D-Ornithin bzw. D-Lysin). Longicatenamycin A ist offenbar der Hauptmetabolit des Longicatenamycin-Komplexes.

## Biologische Wirkung
Die Longicatenamycine sind wirksam gegen grampositive Krankenhauskeime wie z. B. gegen Staphylokokken und Enterokokken. Das In-vitro-Wirkniveau der natürlichen Longicatenamycine ist schlechter als das von Vancomycin.

## Chemische Synthese
2008 wurde die erste Synthese von Longicatenamycin A beschrieben.